# Otton de Bourgogne
Otton, comte d'Auxerre, duc de Bourgogne, né vers 945, mort le 23 février 965, fils d'Hugues le Grand, duc de France et d'Hedwige de Saxe.

## Biographie
Otton était le deuxième fils d'Hugues le Grand et d'Hedwige de Saxe, fille du roi de Germanie Henri Ier et sœur de l'empereur Otton Ier. Il avait pour frères et sœurs Béatrice, duchesse de Haute-Lorraine, Hugues Capet, Emma, duchesse de Normandie et Henri Ier de Bourgogne, qui lui succèdera.   
Son père lui transmit le comté d'Auxerre et le maria jeune, avant Pâques 955, à Lietgarde, bien plus âgée que lui, une des filles et héritières de Gilbert de Chalon, comte principal des Bourguignons (de 952 à 956), comte de Beaune, d'Autun, de Troyes, de Dijon, de Chalon, et peut-être d'Avallon, qui administrait le duché de Bourgogne depuis la mort de Hugues le Noir, sous la suzeraineté de Hugues le Grand. Ce mariage permettait à la Bourgogne d'avoir un gouverneur qui ait une légitimité régionale par sa femme et une légitimité à porter le titre de duc par son père, tout en restant distinct du duc des Francs. 
À la mort de son beau-père, l'année suivant le mariage, Otto obtint formellement la pleine autorité sur la Bourgogne. Cependant, son propre père étant mort peu après la même année, laissant Otton mineur, le roi Lothaire de France, profitant de leur jeunesse, voulut affaiblir sa puissance et celle de son frère aîné. Il occupa Dijon, en partie fisc royal depuis le roi Raoul. En 958, il incita Rodolphe, comte de Dijon, à s'emparer du château de Beaune. Il kidnappa même sa femme, Lietgarde.  
Otto ne fut reconnu comme duc de Bourgogne par le roi Lothaire qu'en 960 lorsque Bruno de Cologne, frère d'Otton Ier, mit fin au conflit entre les héritiers de Hugues le Grand et le roi.  

À sa mort en 965, son frère Eudes lui succéda. 

### Sources
Christian Settipani, La préhistoire des Capétiens, 1993  (ISBN 2-9501509-3-4).